# 60 Arietis
60 Arietis, som är stjärnans Flamsteed-beteckning, är en ensam stjärna belägen i den mellersta delen av stjärnbilden Väduren. Den har en  skenbar magnitud på ca 6,14 och är mycket svagt synlig för blotta ögat där ljusföroreningar ej förekommer. Baserat på parallax enligt Gaia Data Release 2 på ca 9,6 mas, beräknas den befinna sig på ett avstånd på ca 341 ljusår (ca 105 parsek) från solen. Den rör sig bort från solen med en heliocentrisk radialhastighet av ca 24 km/s.

## Egenskaper
60 Arietis är en orange till gul jättestjärna av spektralklass K3 III, som efter att har förbrukat förrådet av väte i dess kärna nu utvecklats till en jättestjärna. Den har en massa som är ca 1,4 solmassor, en radie som är ca 11 solradier och utsänder ca 49 gånger mera energi än solen från dess fotosfär vid en effektiv temperatur av ca 4 450 K.